# Règlement européen contre la diffusion du terrorisme en ligne
Lire en ligne

Règlement 2021/784

Le règlement européen contre la diffusion du terrorisme en ligne (officiellement Règlement (UE) 2021/784 du Parlement européen et du Conseil du 29 avril 2021 relatif à la lutte contre la diffusion des contenus à caractère terroriste en ligne) est un règlement du Parlement européen et du Conseil de l'Union européenne, adopté le 28 avril 2021, dont la mesure phare oblige les plateformes Internet à retirer dans l'heure tout contenu à caractère terroriste notifié par les autorités.

## Historique
Depuis un diner organisé en octobre 2014, il y a une coopération volontaire entre les États membres et certaines plateformes (Facebook, Google, Twitter) afin de lutter plus efficacement contre les contenus à caractère terroriste en ligne.
Le Conseil européen des 22 et 23 juin 2017 invite les plateformes à mettre « au point de nouvelles technologies et de nouveaux outils en vue d'améliorer la détection automatique et la suppression des contenus qui incitent à la commission d'actes terroristes. Cela devrait être complété par les mesures législatives appropriées au niveau de l'Union européenne, si nécessaire ».
Le 1er mars 2018, la Commission européenne adopte une série de « recommandations pour lutter efficacement contre le contenu illégal en ligne » et déclare rester attentive aux mesures prises afin de déterminer ultérieurement si des mesures législatives sont finalement nécessaires. Le commissaire européenne à la sécurité Julian King indique que dans presque tous les attentats perpétrés en Europe entre 2015 et 2018, les auteurs « avaient utilisé Internet pour diffuser leur message de haine, fournir des informations sur la manière de commettre des atrocités et se vanter de leurs résultats mortels ». Emmanuel Macron et Angela Merkel ont poussé pendant plus d'un an pour imposer une régulation faisant reposer la censure des contenus Internet sur les acteurs privés.
Six mois plus tard, la Commission européenne présente son projet de règlement le 12 septembre 2018. Le 10 décembre 2020, la neuvième législature du Parlement européen et le Conseil parviennent à un accord final sur le projet de règlement proposé par la Commission européenne,. Le 11 janvier 2021, la Commission des libertés civiles, de la justice et des affaires intérieures (LIBE) du Parlement européen vote en faveur du projet de règlement par cinquante-quatre voix pour, treize voix contre et une abstention. Aucun vote en séance plénière n'a eu lieu. En application de l'article 69 du règlement intérieur du Parlement européen, le Président annonce en séance plénière que l’acte proposé est adopté si aucune proposition de rejet de la position du Conseil ni aucun amendement à celle-ci n'ont été déposés.
Trente deux mois auront été nécessaires pour que ce texte controversé soit adopté le 28 avril 2021. Étant un règlement européen, le règlement est obligatoirement et directement applicable à l’ensemble des pays membres de l'Union européenne. Il n'est pas nécessaire de transposer cette réglementation dans le droit national pour la rendre applicable. Le règlement, entré en vigueur le 6 juin 2021, sera applicable à partir du 7 juin 2022.
Ce règlement intervient dans un domaine déjà très régulé : directive sur le commerce électronique, directive (UE) 2017/541 relative à la lutte contre le terrorisme, directive (UE) 2018/1808 « services de médias audiovisuels », code de conduite visant à combattre les discours de haine illégaux en ligne, code de bonnes pratiques contre la désinformation, ainsi que des mesures nationales prises au titre de la lutte contre les contenus haineux et les fausses informations (loi contre les contenus haineux sur internet et loi contre la manipulation de l'information en France, Netzwerkdurchsetzungsgesetz en Allemagne).

## Objectif
L'exposé des motifs de la proposition de règlement de la Commission européenne indique en préambule : « Les attentats terroristes perpétrés récemment sur le territoire de l’Union ont montré comment les terroristes abusent de l’internet pour faire des émules et recruter des sympathisants, pour préparer et faciliter des activités terroristes, pour faire l’apologie de leurs atrocités et pour exhorter d’autres à leur emboîter le pas et à semer la peur parmi le grand public ». Le projet de règlement vise à repérer et retirer plus efficacement les contenus à caractère terroriste diffusés sur les plateformes. Le recours au règlement est destiné à éviter un morcellement des lois nationales,.
Lors de la présentation du projet de règlement par la Commission européenne, Europol a déclaré évaluer à 150 le nombre de plateformes — services de partage de fichiers ou médias sociaux, situées hors de l'Union européenne pour la plupart — hébergeant des contenus à caractère terroriste,.

## Principales dispositions

### Acteurs concernés
Le règlement s'applique indifféremment à tous les fournisseurs de services d’hébergement qui proposent, dans l’Union européenne, des services consistant à stocker des informations fournies par et à la demande d’un fournisseur de contenus en vue d’une mise à disposition au public ou à des tiers. Les réseaux sociaux, forums de discussion, wikis et plateformes de partage de documents, de photo et de vidéo sont soumises à ce règlement, qu'il s'agisse de plateformes géantes comme Google ou Facebook, ou de petits hébergeurs, coopératifs ou associatifs,. Les messagerie privée ne relèvent pas du champ d’application du règlement.
Les plateformes visées sont celles ayant « un lien étroit » avec l'Union européenne. Cela peut prendre la forme d'un établissement dans l'Union, ou bien le fait d'avoir un nombre significatif d'utilisateurs, ou encore le fait de cibler les activités de la plateforme vers un ou plusieurs États membres.

### Contenus concernés
La définition des « contenus à caractère terroriste » renvoie à la définition de la directive européenne relative à la lutte contre le terrorisme de 2017, et le règlement précise qu'il s'agit d'un contenu qui :
- provoque à la commission d’infractions terroristes, ou fait l’apologie de telles infractions, y compris en les glorifiant, ce qui entraîne un risque que de tels actes soient commis,
- encourage la participation à des infractions terroristes,
- promeut les activités d’un groupe terroriste, notamment en encourageant la participation ou le soutien à un groupe terroriste,
- fournit des instructions sur des méthodes ou techniques en vue de la commission d’infractions terroristes[20].

L'exposé des motifs rappelle que les contenus à buts éducatifs, journalistiques, artistiques ou de recherche, ou à des fins de sensibilisation contre les activités terroristes doivent être protégés. Il en est de même pour « l’expression d’opinions radicales, polémiques ou controversées dans le cadre du débat public sur des questions politiques sensibles ».

### Retrait dans l'heure
Dans chaque État membre, une autorité compétente pourra émettre une injonction de retrait requérant de retirer dans l'heure, 24 heures sur 24, 7 jours sur 7, les contenus à caractère terroriste ou de bloquer l’accès à ces contenus dans tous les États membres,.
Le règlement prévoit également une possibilité de recours pour contester le retrait de contenu.

### Mesures proactives
Les plateformes  exposées à des contenus à caractère terroriste doivent prendre des mesures proactives tenant compte des risques et du degré d’exposition aux contenus à caractère terroriste. Bien que le règlement n'impose formellement ni surveillance générale des contenus postés, ni recours à des outils automatisés, la Commission européenne reconnaitra que « compte tenu du volume considérable de contenus diffusés sur de nombreuses plateformes, des outils automatisés sont nécessaires pour détecter les contenus terroristes potentiels. Une intervention purement humaine ne serait pas assez rapide pour faire face aux tactiques agressives des terroristes ».

### Autres mesures
La plateforme doit désigner un représentant légal, obligatoirement établi dans l'Union.
Les plateformes qui ont pris des mesures de lutte contre la diffusion des contenus à caractère terroriste devront publier un rapport de transparence.

## Sanctions
Le règlement laisse le soin aux États membres de déterminer le régime des sanctions. Elles doivent néanmoins être « effectives, proportionnées et dissuasives ».
Sauf lorsqu'il s'agit d'un manquement systématique à des injonctions de suppression. Ce manquement sera sanctionné financièrement par une amende pouvant atteindre jusqu’à 4 % du chiffre d’affaires mondial,.

## Critiques
Le projet de règlement a été critiqué par de nombreuses associations professionnelles,, organisations de défense des droits humains, des associations de journalistes,, des chercheurs, ainsi que par trois rapporteurs spéciaux des Nations unies,,.

### Liberté d'expression
Dans une lettre signée par soixante-seize organisations, il est indiqué que cette proposition législative ferait peser de graves menaces sur « les droits et libertés fondamentaux, en particulier la liberté d'expression et d'opinion, la liberté d'accès à l'information, le droit à la vie privée et l'État de droit ». Pour Éva Simon de Civil Liberties Union for Europe « cela signifie qu’une personne comme Viktor Orbán pourrait demander la suppression du contenu téléchargé dans un autre pays parce qu'il critique son gouvernement ». Pour remédier à ce risque, le règlement offre un droit de regard à l’autorité compétente de l’État membre dans lequel est située la plateforme, afin de vérifier sous soixante-douze heures que la décision de retrait est justifiée et qu’elle respecte les libertés et les droits fondamentaux. Pour l'avocat Olivier Iteanu, « il est tout à fait possible que Facebook ou Google soient drastiques avec des mouvements de contestation comme celui des Gilets jaunes… ».

### Outils automatisés de modération
Le très court délai de retrait va inciter « les plates-formes à déployer des outils automatisés de modération de contenu, tels que les filtres de téléchargement » rendant compliqué la distinction des contre-discours, des satires et du travail journalistique. Pour le député européen Patrick Beyer, les plateformes « vont appliquer des techniques de géolocalisation quand ils recevront l’ordre de bloquer un contenu. En effet, on ne leur demande pas de supprimer le contenu lui-même, mais de le bloquer pour les utilisateurs de l’UE. »